# Șerban Axinte
Șerban Axinte (n. 27 iulie 1976, Iași) este poet și critic literar român.

## Notă biografică
Șerban Axinte s-a născut la 27 iulie 1976, la Iași. A absolvit Facultatea de Litere din cadrul Universității „Alexandru Ioan Cuza” din Iași (2002) și un master în Literatură comparată si Antropologie culturală (2004).
Actualmente, este cercetător știintific la Institutul de Filologie Româna „A. Philippide” din Iași, redactor al publicației cu profil academic „Philologica Jassyensia” și colaborator la mai multe reviste culturale, printre care Dilema Veche, Observator Cultural, Vatra, Astra. Din anul 2015 este titularul rubricii „Pentru poezie” a revistei Dilema Veche.
Din anul 2021 este redactor asociat la editura Junimea (Iași).
A fost secretar general de redacție al revistei culturale „Timpul” (2004-2007).
Semnează articole în Dicționarul general al literaturii române, vol. I-VI (coord. Eugen Simion, Editura Univers Enciclopedic, 2004-2007).

## Premii
Premiul Uniunii Scriitorilor, filiala Iași pentru volumul Păpădia electrică (2013)
Premiul Academiei Române pentru lucrarea Definițiile romanului. De la Dimitrie Cantemir la G. Călinescu (2013)
Premiul Revistei Convorbiri Literare pentru debut în critică literară (2013)
Premiul Agenției de carte pentru volumul Scrâșnetul dinților (2022)

## Volume publicate
- Starea balanței, poezie, Editura Eurocart, 1996
- Pragurile Apeiron, poezie, Editura OuTopos, 1999
- Lumea ți-a iesit așa cum ai vrut, poezie, Editura Vinea, 2006
- Definițiile romanului. De la Dimitrie Cantemir la G. Călinescu, Editura Timpul, 2011
- Păpădia electrică, Editura Casa de Pariuri Literare, 2012
- Poeticile romanului european reflectate în critica românească postbelică, Editura MNLR, 2013.
- Gabriela Adameșteanu (monografie critică), Editura Tracus Arte, 2015
- Scrâșnetul dinților, poeme, Editura Cartier, 2021.